# جهجاه (اسم)
جهجاه هو اسم علم مذكر عربي، يُستخدم في اللغة العربية منذ القدم. يُعد الاسم نادر الاستخدام في العصر الحديث، لكنه ورد في الأدبيات والشعر والتاريخ الإسلامي، ويرتبط غالبًا بالقوة والشجاعة.

## الأصل والمعنى
الاسم مشتق من الجذر العربي (ج هـ ج هـ) الذي يدل على الصوت المرتفع أو الصياح،ويقال جهجه الرجل إذا صاح بصوت عالٍ أو رفع صوته بين القوم. وقد ورد في عدد من المعاجم العربية القديمة مثل:
- «جهجه» تعني صاحب الصوت المرتفع ، [1]
- ورد في «القاموس المحيط»: "الجهجاه: الصيّاح القوي، والزعيم". [2]

## استخدام الاسم في التراث
ظهر اسم "جهجاه" في بعض الروايات والأحاديث، ومن أشهر من حملوا هذا الاسم:

### جهجاه الغفاري
هو رجل من الصحابة، ورد ذكره في بعض كتب الحديث، ويُروى أن النبي ذكره في سياق حديث عن الفتن قائلاً: «لا تذهب الأيام والليالي حتى يملك رجل يقال له جهجاه» .
وقد اختلف العلماء في تفسير الحديث، هل المقصود به شخص معين أم كناية عن رجل من عامة الناس، ولكن الاسم ظل متداولًا بين بعض القبائل في الجاهلية والإسلام..

## أشخاص معروفون بهذا الاسم
- جهجاه الغفاري: صحابي يُنسب إلى بني غفار من قبيلة كنانة.
- جهجاه بن حميد: